# Cyprinodontidae
La famiglia Cyprinodontidae comprende oltre 450 specie di pesci d'acqua dolce, appartenenti all'ordine Cyprinodontiformes.

## Distribuzione e habitat
I ciprinodontidi sono diffusi nelle zone tropicali e subtropicali di tutti i continenti, Oceania esclusa. In Italia è presente una sola specie, Aphanius fasciatus

## Descrizione
La quasi totalità delle specie presenta un forte dimorfismo sessuale sia nella forma del corpo che nella colorazione delle livree. I maschi sono solitamente più grandi e decisamente più appariscenti.

## Biologia
La famiglia può essere suddivisa in due gruppi in base alle caratteristiche biologiche:
- specie annuali
- specie non annuali.

Le prime vivono praticamente un solo anno, adattando la loro biologia alle stagioni meteorologiche dei climi tropicali: nascono all'arrivo della stagione delle piogge, crescono e si riproducono negli specchi d'acqua ormai quasi secchi della stagione asciutta. Le uova, chiamate "uova perenni" restano in una sorta di animazione sospesa fino al ritorno della stagione delle piogge, quando l'acqua ne permetterà la schiusa e la sopravvivenza degli avannotti (il periodo di incubazione varia da 30 a 120 giorni!).
Le specie non annuali invece hanno vita più lunga e depongono le uova sulle piante acquatiche o sul fondo pietroso dei corsi d'acqua.

### Comportamento
Il comportamento delle specie di questa famiglia è piuttosto aggressivo e territoriale, anche nei confronti dei propri simili.

### Alimentazione
Sono solitamente predatori ed insettivori: si spostano sotto il pelo d'acqua e la bocca è quindi rivolta verso l'alto. Non amano la luce diretta, meglio acquari arredati con abbondanti piante acquatiche e con livelli d'acqua non molto alti.

## Tassonomia
La famiglia comprende i seguenti generi:
- Aphanius
- Cualác
- Cubanichthys
- Cyprinodon
- Floridichthys
- Garmanella
- Jordanella
- Lebias
- Megupsilon
- Orestias

Di recente istituzione sono le famiglie Aplocheilidae e Nothobranchiidae che comprendono alcuni generi un tempo inseriti nella famiglia dei Ciprinodontidi.

## Acquariofilia
Molti acquariofili europei e americani si sono dedicati all'allevamento e allo studio biologico di questa famiglia.